# Karol Bartkiewicz
Karol Bartkiewicz (ur. 29 sierpnia 1985) – polski fizyk, doktor habilitowany nauk fizycznych związany z Wydziałem Fizyki UAM w Poznaniu.

## Życiorys
Studia z fizyki ukończył na poznańskim Wydziale Fizyki UAM w 2008 (praca magisterska: Wpływ tłumienia stanu splątanego na teleportację kubitów i stanów koherentnych: warunki na przekroczenie granicy klonowania). Doktoryzował się na macierzystym wydziale w 2012 na podstawie pracy pt. Optymalne klonowanie kwantowe a bezpieczna teleportacja kwantowa (promotorem pracy magisterskiej oraz doktorskiej był Adam Miranowicz). Staż podoktorski odbył na czeskim Uniwersytecie Palackiego w Ołomuńcu (2012-2013), gdzie następnie został zatrudniony jako pracownik naukowy.
Habilitował się w 2019 na podstawie oceny dorobku naukowego oraz cyklu publikacji pt. Nieliniowe czasowe i przestrzenne właściwości stanów kwantowych: sekwencyjne i interferencyjne metody pomiarowe w optyce. Na macierzystym Wydziale Fizyki UAM pracuje jako adiunkt w Zakładzie Optyki Nieliniowej.
Swoje prace publikował m.in. w „Physical Review A", „Physical Review Letters" oraz „Scientific Reports".